# Matías Alexis Romero
Matías Alexis Romero (San Miguel Provincia de Buenos Aires , Argentina; 1 de febrero de 1996) es un futbolista profesional argentino que juega como mediocampista o delantero.

## Carrera

### Argentinos Juniors
La temporada 2018–19 de la Primera División Argentina vio al club promover a Romero en su equipo principal, con el director técnico Alfredo Berti, que lo hizo  debutar profesionalmente durante un encuentro con Gimnasia y Esgrima el 11 de agosto de 2018; saliendo del banco sustituyendo a Fausto Montero en una derrota por 1-0.
Se caracteriza por ser un futbolista polivalente, siendo su posición natural mediocampista.

### Instituto de Córdoba
El 17 de agosto de 2023, se convirtió en refuerzo de Instituto de Córdoba, donde firmó contrato hasta diciembre de 2024.

### Selección nacional
Romero representó a Argentina en la  Sub-17, ganando tres partidos en el Campeonato Sudamericano Sub-17 de 2013, que Argentina terminó saliendo campeón.

## Estadísticas
- Actualizado hasta el 29 de julio de 2023. [4]

| Club | Div.                | Temporada           | Liga  | Liga  | Liga   | Copas (1) | Copas (1) | Copas (1) | Internacional (2) | Internacional (2) | Internacional (2) | Total (3) | Total (3) | Total (3) |
| Club | Div.                | Temporada           | Part. | Goles | Asist. | Part.     | Goles     | Asist.    | Part.             | Goles             | Asist.            | Part.     | Goles     | Asist.    |
| --- | ------------------- | ------------------- | ----- | ----- | ------ | --------- | --------- | --------- | ----------------- | ----------------- | ----------------- | --------- | --------- | --------- |
| Argentinos Juniors Argentina | 1.ª                 | 2018/19             | 20    | 0     | 0      | 9         | 0         | 1         | 5                 | 1                 | 0                 | 34        | 1         | 1         |
| Argentinos Juniors Argentina | 1.ª                 | 2019/20             | 14    | 0     | 1      | 1         | 0         | 0         | 1                 | 0                 | 0                 | 16        | 0         | 1         |
| Argentinos Juniors Argentina | 1.ª                 | 2020/21             | -     | -     | -      | 16        | 1         | 0         | -                 | -                 | -                 | 16        | 1         | 0         |
| Argentinos Juniors Argentina | 1.ª                 | 2021                | 17    | 1     | 0      | 3         | 1         | 0         | 5                 | 0                 | 0                 | 25        | 2         | 0         |
| Argentinos Juniors Argentina | Total club          | Total club          | 51    | 1     | 1      | 29        | 2         | 1         | 11                | 1                 | 0                 | 91        | 4         | 2         |
| Banfield Argentina | 1.ª                 | 2022                | 15    | 0     | 0      | 17        | 0         | 1         | 4                 | 0                 | 0                 | 36        | 0         | 1         |
| Banfield Argentina | 1.ª                 | 2023                | 16    | 0     | 0      | 2         | 0         | 0         | 0                 | 0                 | 0                 | 18        | 0         | 0         |
| Banfield Argentina | Total club          | Total club          | 31    | 0     | 0      | 19        | 0         | 1         | 4                 | 0                 | 0                 | 54        | 0         | 1         |
| Total en su carrera | Total en su carrera | Total en su carrera | 82    | 1     | 1      | 48        | 2         | 2         | 15                | 1                 | 0                 | 145       | 4         | 3         |
| (1) Incluye datos de la Copa Argentina, Copa de la Superliga Argentina y Copa de la Liga Profesional. (2) Incluye datos de Copa Libertadores y Copa Sudamericana. |                     |                     |       |       |        |           |           |           |                   |                   |                   |           |           |           |

## Palmarés

### Campeonatos internacionales
| Título              | Club                | Sede      | Año  |
| ------------------- | ------------------- | --------- | ---- |
| Sudamericano Sub-17 | Selección Argentina | Argentina | 2013 |